# Christie Grobbelaar
Christie Grobbelaar (15 de junho de 2000) é um jogador de rugby sul-africano, que joga na posição de back.

## Carreira
Em 2022, Grobbelaar fez parte da equipe sul-africana que conquistou sua segunda medalha de ouro nos Jogos da Commonwealth em Birmingham. Foi um dos doze convocados para representar a seleção nacional nos Jogos Olímpicos de Verão de 2024.